# Dorothea Brandt
Dorothea Brandt (Bremervörde (Nedersaksen), 5 maart 1984) is een Duitse zwemster. Zij vertegenwoordigde haar vaderland op de Olympische Zomerspelen 2004 in Athene.

## Carrière
Bij haar internationale debuut, op de Europese kampioenschappen kortebaanzwemmen 2002 in Riesa, eindigde Brandt als vijfde op de 50 meter vrije slag. Op de 4x50 meter vrije slag veroverde ze samen met Antje Buschschulte, Petra Dallmann en Janine Pietsch de bronzen medaille.
Tijdens de Olympische Zomerspelen van 2004 in Athene strandde de Duitse in de halve finales van de 50 meter vrije slag. In de Oostenrijkse hoofdstad Wenen nam Brandt deel aan de Europese kampioenschappen kortebaanzwemmen 2004, op dit toernooi eindigde ze als zesde op de 50 meter vrije slag. Samen met Janine Pietsch, Daniela Götz en Petra Dallmann sleepte ze de zilveren medaille in de wacht op de 4x50 meter vrije slag, op de 4x50 meter wisselslag legde ze samen met Janine Pietsch, Sarah Poewe en Antje Buschschulte beslag op de zilveren medaille.
Op de Europese kampioenschappen kortebaanzwemmen 2005 in Triëst eindigde de Duitse als zevende op de 50 meter vrije slag. Samen met Janine Pietsch, Janne Schäfer en Daniela Samulski veroverde ze de zilveren medaille op de 4x50 meter wisselslag, op de 4x50 meter vrije slag sleepte ze samen met Daniela Samulski, Petra Dallmann en Daniela Götz de bronzen medaille in de wacht.
Tijdens de Europese kampioenschappen kortebaanzwemmen 2007 in Debrecen eindigde Brandt als zevende op de 50 meter vrije slag, op de 4x50 meter vrije slag legde ze samen met Britta Steffen, Petra Dallmann en Meike Freitag beslag op de zilveren medaille.
Op de Europese kampioenschappen kortebaanzwemmen 2008 in Rijeka strandde de Duitse in de halve finales van de 50 meter vrije slag, samen met Petra Dallmann, Lisa Vitting en Daniela Schreiber veroverde ze de bronzen medaille op de 4x50 meter vrije slag.

### 2009-heden
In Istanboel nam Brandt deel aan de Europese kampioenschappen kortebaanzwemmen 2009. Op dit toernooi sleepte ze de bronzen medaille in de wacht op de 50 meter vrije slag en eindigde ze als zesde op de 50 meter schoolslag, daarnaast strandde ze in de series van de 100 meter vrije slag. Op de 4x50 meter vrije slag legde ze samen met Daniela Samulski, Lisa Vitting en Daniela Schreiber beslag op de bronzen medaille, samen met Daniela Samulski, Janne Schäfer en Lena Kalla werd ze gediskwalificeerd in de finale van de 4x50 meter wisselslag
Tijdens de Europese kampioenschappen zwemmen 2010 in Boedapest eindigde de Duitse als vierde op de 50 meter vrije slag. Op de 4x100 meter vrije slag zwom ze samen met Silke Lippok, Lisa Vitting en Daniela Schreiber, in de finale veroverden Lippok, Vitting en Schreiber samen met Daniela Samulski de Europese titel. Voor haar aandeel in de series ontving Brandt eveneens de gouden medaille. Op de Europese kampioenschappen kortebaanzwemmen 2010 in Eindhoven sleepte Brandt de Europese titel in de wacht op de 50 meters schoolslag, daarnaast eindigde ze als vierde op de 50 meter vrije slag. Op de 4x50 meter vrije slag legde ze samen met Britta Steffen, Lisa Vitting en Daniela Schreiber beslag op de zilveren medaille, samen met Jenny Mensing, Lisa Vitting en Britta Steffen veroverde ze de zilveren medaille op de 4x50 meter wisselslag. In Dubai nam de Duitse deel aan de wereldkampioenschappen kortebaanzwemmen 2010, op dit toernooi eindigde ze als vijfde op de 50 meter schoolslag en als achtste op de 50 meter vrije slag.
Tijdens de wereldkampioenschappen zwemmen 2011 in Shanghai werd Brandt uitgeschakeld in de halve finales van de 50 meter vrije slag. Op de Europese kampioenschappen kortebaanzwemmen 2011 in Szczecin veroverde de Duitse de zilveren medaille op de 50 meter schoolslag en eindigde ze als vierde op de 50 meter vrije slag, op de overige afstanden strandde ze in de series. Op de 4x50 meter vrije slag sleepte ze samen met Britta Steffen, Paulina Schmiedel en Daniela Schreiber de Europese titel in de wacht.
In Debrecen nam Brandt deel aan de Europese kampioenschappen zwemmen 2012, op dit toernooi werd ze uitgeschakeld in de series van de 50 meter vrije slag.

## Internationale toernooien
| Jaar | Olympische Spelen  | WK langebaan      | WK kortebaan                        | EK langebaan                                                        | EK kortebaan |
| ---- | ------------------ | ----------------- | ----------------------------------- | ------------------------------------------------------------------- | --- |
| 2002 |                    |                   | geen deelname                       | geen deelname                                                       | 5e 50m vrije slag · 4x50m vrije slag |
| 2003 |                    | geen deelname     |                                     |                                                                     | geen deelname |
| 2004 | 16e 50m vrije slag |                   | geen deelname                       | geen deelname                                                       | 6e 50m vrije slag · 4x50m vrije slag · 4x50m wisselslag                                                                                         |
| 2005 |                    | geen deelname     |                                     |                                                                     | 7e 50m vrije slag · 4x50m vrije slag · 4x50m wisselslag                                                                                         |
| 2006 |                    |                   | geen deelname                       | geen deelname                                                       | geen deelname |
| 2007 |                    | geen deelname     |                                     |                                                                     | 7e 50m vrije slag · 4x50m vrije slag |
| 2008 | geen deelname      |                   | geen deelname                       | geen deelname                                                       | 11e 50m vrije slag · 4x50m vrije slag |
| 2009 |                    | geen deelname     |                                     |                                                                     | 50m vrije slag · 23e 100m vrije slag · 6e 50m schoolslag · 4x50m vrije slag · DQ 4x50m wisselslag                                               |
| 2010 |                    |                   | 8e 50m vrije slag 5e 50m schoolslag | 4e 50m vrije slag · 4x100m vrije slag · Brandt zwom enkel de series | 4e 50m vrije slag · 50m schoolslag · 4x50m vrije slag · 4x50m wisselslag                                                                        |
| 2011 |                    | 9e 50m vrije slag |                                     |                                                                     | 4e 50m vrije slag · 25e 100m vrije slag · 50m schoolslag · serie 100m schoolslag · 26e 50m vlinderslag · 4x50m vrije slag · DQ 4x50m wisselslag |
| 2012 | geen deelname      |                   | geen deelname                       | serie 50m vrije slag                                                | geen deelname |

## Persoonlijke records
Bijgewerkt tot en met 28 april 2013
Kortebaan
| Afstand         | Tijd  | Datum            | Plaats    |
| --------------- | ----- | ---------------- | --------- |
| 50m vrije slag  | 23,74 | 13 december 2009 | Istanboel |
| 100m vrije slag | 53,83 | 27 november 2009 | Essen     |
| 50m schoolslag  | 30,07 | 10 december 2009 | Istanboel |

Langebaan
| Afstand         | Tijd  | Datum         | Plaats  |
| --------------- | ----- | ------------- | ------- |
| 50m vrije slag  | 24,51 | 28 april 2013 | Berlijn |
| 100m vrije slag | 54,82 | 27 april 2013 | Berlijn |
| 50m schoolslag  | 30,83 | 3 juni 2011   | Berlijn |